# Argyroúpoli (métro d'Athènes)
Pour les articles homonymes, voir Argyroúpoli.
Argyroúpoli (grec moderne : Αργυρούπολη), est une station de métro grecque de la ligne 2 (ligne rouge) du métro d'Athènes, située à Argyroúpoli sur le dème d'Ellinikó-Argyroúpoli (Grèce) dans le district régional d'Athènes-Sud.
Elle est mise en service en 2013, lors de l'ouverture du tronçon d'Ágios Dimítrios - Aléxandros Panagoúlis à Ellinikó.

## Situation ferroviaire
Établie en souterrain, la station d'Argyroúpoli est située sur la ligne 2 du métro d'Athènes, entre les stations d'Álimos et d'Ellinikó.

## Histoire
La station d'Argyroúpoli est mise en service le 26 juillet 2013 lors de l'ouverture à l'exploitation des 5,5 kilomètres du nouveau prolongement de la ligne 2 d'Ágios Dimítrios - Aléxandros Panagoúlis à Ellinikó. Prévue à l'origine au niveau du sol, la station comme la ligne sont finalement souterraines. La station est construite avec le procédé de la tranchée à ciel ouvert, comme les autres stations de ce prolongement elle a des entrées/sorties de chaque côté de l'avenue Vouliagmeni, dispose de trois niveaux et le plus profond comprend deux quais latéraux d'une longueur de 110 mètres.

## Service des voyageurs

### Accueil
La station dispose de deux accès dont l'un au croisement de l'avenue Vouliagmeni et de la rue Pontou et lautre à proximité de l'ancienne « Airforce Base ». Ils permettent d'accéder au niveau où se situe la billetterie, le service clients et les accès aux quais latéraux situés plus bas.

### Desserte
Argyroúpoli est desservie par toutes les circulations de la ligne. Quotidiennement, le premier départ est à 5 h 52, en direction d'Ellinikó, et à 5 h 31, en direction Anthoúpoli, le dernier départ est à 0 h 34, en direction d'Ellinikó et à 0 h 2 en direction d'Anthoúpoli (les samedis et dimanches le dernier départ est à 2 h 34 pour Ellinikó et à 2 h 2 pour Anthoúpoli).

### Intermodalité
Des arrêts de bus sont situés à proximité.